# 유즈노예

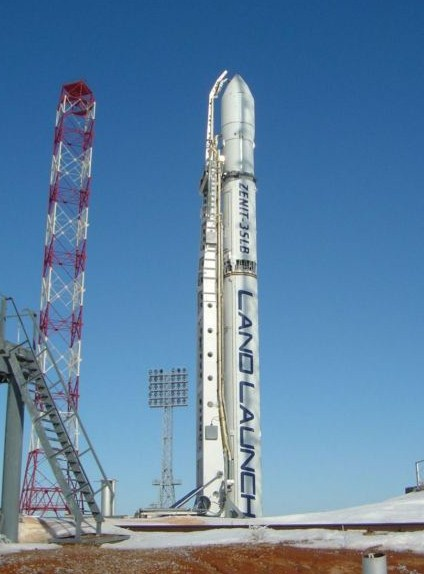

유즈노예 설계국(우크라이나어: Конструкторське бюро «Південне»)은 소련, 우크라이나의 우주발사체 설계 업체이다. 소련의 OKB-586 연구소였다. 1951년 설립되었다. 세계 최대 핵미사일인 SS-18 사탄을 설계했다. 소련 붕괴 이후 우크라이나가 독립하여 비핵화를 단행한 이후에는 순수하게 우크라이나 국영 우주로켓 설계회사가 되었다. 드니프로페트로우스크에 국영 유즈마쉬 로켓 제작사와 함께 위치해 있다. 드니프로페트로우스크는 우크라이나 제2의 도시이다. 구소련 시절, 상당수의 ICBM과 우주로켓이 유즈노예에서 설계하고, 유즈마쉬에서 생산했다.

## 제품
- 사탄 미사일 - 세계최대 ICBM
- 싸이클론 로켓 - 1967년, 사탄의 상업용 버전, 3톤
- 드네프르 로켓 - 1999년, 사탄의 상업용 버전, 4.5톤 위성
- 제니트 로켓 - 1985년, 13톤 위성
- 코스모스 로켓 - 1967년, 1.5톤 위성, 코스모스-3M
- 안타레스 로켓 - 2012년, 5톤 위성